# 1,2-Dibromo-3-cloropropà
L'1,2-dibromo-3-cloropropà (dibromocloropropà), més conegut com a DBCP, és el compost orgànic amb la fórmula BrCH (CH2Br) (CH2Cl). És un líquid incolor dens, tot i que les mostres comercials sovint apareixen de color ambre o fins i tot marró. És l'ingredient actiu del nematicida Nemagon, també conegut com a Fumazone.
Es tracta d’una substància química feta per l'ésser humà. És un líquid sense color, amb una olor forta. Es pot sentir el sabor de petites quantitats d'aquesta substància a l'aigua.
És un fumigant del sòl que s'utilitzava anteriorment en l'agricultura americana. En els mamífers, causa esterilitat masculina a alts nivells d'exposició. Després del descobriment dels seus efectes nocius per a la salut dels humans, l'Agència de Protecció Ambiental dels Estats Units (EPA) va prohibir l'ús del compost el 1979. La presència contínua del producte químic com a contaminant a les aigües subterrànies continua sent un problema per a moltes comunitats durant anys després del final del seu ús.
L'1,2-dibromo-3-cloropropà es va fer servir en el passat per eliminar plagues que perjudicaven els cultius. El 1979, es va deixar d'usar a aquest efecte a tots els Estats Units, excepte a Hawaii, que va deixar d'usar-lo el 1985.
L'1,2-dibromo-3-cloropropà també es fa servir per fer altres substàncies químiques.
És un fumigant de terra que anteriorment s'utilitzava en l'agricultura nord-americana. En els mamífers, provoca esterilitat masculina a alts nivells d'exposició. Com hem mencionat anteriorment, després de descobrir els seus efectes perjudicials per a la salut humana, el compost va ser prohibit pel seu ús el 1979 per l'Agència de Protecció Ambiental dels Estats Units (EPA, per les seves sigles en anglès). La presència contínua del producte químic com a contaminant en l'aigua subterrània continua sent un problema per a moltes comunitats durant anys després de finalitzar el seu ús.

## Estereoisomeria
| 1,2-dibromo-3-cloropropà (2 estereoisòmers) | 1,2-dibromo-3-cloropropà (2 estereoisòmers) |
| ------------------------------------------- | ------------------------------------------- |
| Configuració ( R )                          | Configuració ( S )                          |

## Propietats
L'1,2-dibromo-3-cloropropà, també conegut com a DBCP, és un compost químic amb diverses propietats. Algunes de les seves propietats principals inclouen:
1. Fórmula química: La seva fórmula química és BrCH(CH2Br)(CH2Cl), indicant la presència de brom i clor en la molècula.
2. Aspecte físic: És un líquid dens i incolor, tot i que les mostres comercials sovint poden semblar ambre o fins i tot marró.
3. Usos antics: Abans de ser prohibit, el DBCP es feia servir com a fumigant del sòl i nematicida en l'agricultura, especialment als Estats Units.
4. Efectes sobre la fertilitat: Té efectes negatius en la fertilitat masculina, provocant una disminució dramàtica que pot anar des d'una baixa quantitat d'espermatozoides (oligospèrmia) fins a l'absència completa d'espermatozoides (azoospèrmia).
5. Cancel·lació d'ús: A causa dels seus efectes perjudicials per a la salut humana, l'ús del DBCP va ser prohibit pels Estats Units l'any 1979.
És important tenir en compte que el DBCP és considerat com a contaminant i pot persistir en el sòl i l'aigua durant un temps significatiu després de la seva aplicació, causant problemes ambientals i de salut.

## Preparació
La síntesi de l'1,2-dibromo-3-cloropropà (DBCP) és un procés químic complex que generalment es realitza en laboratoris especialitzats. La preparació d'aquest compost implica reaccions químiques específiques que requereixen precaucions i mesures de seguretat.

## Usos
Fins al 1977, el DBCP s'utilitzava com a fumigant del sòl i nematocida en més de 40 cultius diferents als Estats Units. Combat les plagues que ataquen les arrels dels arbres fruiters i augmenta el pes de les collites en un 20%. Del 1977 al 1979, l'EPA va suspendre el registre de tots els productes que contenien DBCP, excepte per al seu ús en pinyes a Hawaii. El 1985, l'EPA va emetre una intenció de cancel·lar tots els registres del DBCP, inclòs l'ús en pinyes. Posteriorment, es va prohibir l'ús de les existències de DBCP.
El DBCP també s'utilitza de vegades com a material de partida en la síntesi orgànica.

## Toxicitat
El cas del pesticida 1,2-dibromo-3-cloropropà (DBCP) mostra la connexió entre problemes de fertilitat i altres conseqüències reproductives adverses. El DBCP, d'efecte selectiu sobre els testicles per toxicitat aguda i com a mutagen, pot causar atròfia de l'epiteli seminífer amb pèrdua dels espermatogonis.